# Andrés Forero
Andrés Eduardo Forero Molina (Bogotá, 28 de abril de 1985) es economista y político colombiano. Miembro fundador del Partido Centro Democrático, y exconcejal de Bogotá en los periodos 2016-2019 y 2020-2023. Actualmente es Miembro de la Cámara de Representantes por Bogotá. 
Forero es economista de la Universidad Católica de Chile, país donde vivió durante 16 años. Recientemente terminó una maestría en Gestión Pública en la Universidad de Los Andes. 

## Familia
Forero nació en Bogotá el 28 de abril de 1985, hijo del empresario colombiano Germán Forero y Beatriz Molina. Es el tercero de cinco hermanos, tres mujeres y dos hombres. Ha sido el único de su familia que se ha dedicado al servicio público. Se casó con Verónica Arango en 2019, y en mayo del 2020 nació su primera hija: Helena Forero Arango. 

## Estudios
Forero estudió hasta sus 11 años en el Gimnasio Los Cerros en Bogotá, luego salió de Colombia hacia Chile y terminó sus estudios en el Colegio Tabancura. Ya en la universidad elige estudiar economía en la universidad Católica de Chile. Posteriormente se convierte en magíster en Gestión Pública en la Universidad de Los Andes de Colombia.

## Trayectoria política
Andrés Forero comenzó su trayectoria en la política en el 2014 cuando aspiró a la Cámara de Representantes por Bogotá en el partido Centro Democrático. En esa ocasión no fue elegido, pero dos años más tarde fue elegido como Concejal de Bogotá. 

### Concejal de Bogotá

#### Primer periodo en el Concejo de Bogotá  (2016-2019)
En las elecciones locales de Bogotá de 2015 fue elegido como concejal de Bogotá para el período 2016-2019, siendo el miembro más joven de la bancada del Centro Democrático.
En 2016, ocupó la presidencia de la Comisión del Plan y del Departamento Nacional de Planeación -DNP-
Durante el periodo de Enrique Peñalosa como alcalde de Bogotá, Forero radicó un proyecto junto a otros concejales para solicitar que el predial pudiera pagarse por medio de cuotas como forma de alivio para los contribuyentes.
En  2017, ejerció como vicepresidente del Concejo de Bogotá.
En este primer periodo, específicamente en 2018, lideró el proyecto de acuerdo para promover la economía naranja en Bogotá, el cual fue aprobado por la plenaria del cabildo y tenía como objetivo impulsar las industrias creativas y culturales en la ciudad. 
En 2018 Forero se opuso y votó en contra del aumento del cobro de la valorización para financiar la construcción de obras públicas, por lo negativo que sería para los sectores industriales y residenciales.
Adicionalmente se opuso al aumento en las tarifas de los parqueaderos públicos en Bogotá.

#### Segundo período en el Concejo de Bogotá (2020-2023)
En 2019 fue reelecto con 32.012 votos a su favor, para el período 2020-2023. Durante el primer año fue parte de la comisión de Gobierno y en su segundo año perteneció a la Comisión Tercera Permanente de Hacienda y Crédito Público.
En 2020 lideró la propuesta para que se ampliará el tiempo de transbordo en el sistema de transporte público de 95 a 110 minutos. 
Siendo parte de la bancada de oposición, ha realizado control político a la administración de la alcaldesa Claudia López, llevando a cabo debates en temas de movilidad, hacienda, salud, entre otros.
Lideró una moción de observación contra el secretario de Movilidad por cuenta de posibles irregularidades en el Plan Piloto de Parqueo en Vía Pública en la Ciudad, llevado a cabo por La Terminal de Transporte SA.
Forero también denunció la millonaria indemnización a la ex gerente de La Terminal de Transportes SA, luego de una fiesta en plena pandemia.
En marzo de 2021, denunció y presentó evidencias contra la exgerente de la Subred Integrada de Servicios de Salud Centro Oriente, por el ocultamiento de información sobre una fiesta realizada en las instalaciones del Hospital Santa Clara.
El 9 de diciembre de 2021 renuncia al Concejo de Bogotá para aspirar a la Cámara de Representantes.
El 5 de diciembre de 2021 denunció sobrecostos en la compra de cepos para inmovilizar carros y motos, esta denuncia fue presentada en el Concejo de Bogotá y se evidenciaron sobrecostos de hasta 900% en la compra de estos artículos.
A finales de 2021 una encuesta realizada por los periodistas de la ciudad de Bogotá escogieron su debate sobre los sobrecostos de cepos como el mejor debate del año y lo eligieron como el tercer mejor concejal de la ciudad.

### Cámara de Representantes por Bogotá
El 13 de diciembre de 2021 se confirman las listas al Congreso del partido Centro Democrático, a Forero le correspondió el número 101 para Cámara de Representantes por Bogotá y anunció fórmula al Senado con el exsecretario de gobierno y excandidato a la alcaldía de Bogotá, Miguel Uribe Turbay. Fue electo representante por Bogotá con 83.114 votos, siendo el representante más votado por el partido Centro Democrático en Bogotá.